# Cacti
Cacti — open-source веб-приложение, система позволяет строить графики при помощи RRDtool. Cacti собирает статистические данные за определённые временные интервалы и позволяет отобразить их в графическом виде. Преимущественно используются стандартные шаблоны для отображения статистики по загрузке процессора, выделению оперативной памяти, количеству запущенных процессов, использованию входящего/исходящего трафика.